# Elmer Ryan
Elmer James Ryan (Rosemount, 26 maggio 1907 – Somerset, 1º  febbraio 1958) è stato un politico statunitense. Fu Rappresentante al Congresso degli Stati Uniti.

## Biografia
Nato nel Minnesota, Ryan frequentò le scuole pubbliche e si laureò in giurisprudenza all'Università del Minnesota nel 1929. Nello stesso anno fu ammesso al bar e cominciò la pratica forense a South St. Paul. Fu procuratore della città di South St. Paul dal 1933 al 1934.
Fu delegato alla Convention Nazionale Democratica del 1936 e del 1940. Fu eletto Rappresentante al Congresso, carica che ricoprì dal 1935 al 1941. Si candidò per una rielezione nel 1940 ma senza successo.
Tornò a fare l'avvocato, poi si arruolò nell'United States Army il 23 giugno 1942 come tenente. In seguito fu promosso a capitanto e poi a maggiore, prima di essere congedato il 1º ottobre 1945. Dopodiché tornò nuovamente a svolgere le professioni legali.
Morì in un incidente stradale sulla Wisconsin Highway 35, nel 1958 all'età di 50 anni. Fu seppellito a Rosemount, la sua città natale.
Era sposato con Elenore Ford, dalla quale ebbe due figli. Dopo la morte di sua moglie si risposò con Marjorie Fuller, che aveva già 4 figli.